# Lumban Dolok (Panyabungan Selatan)
Lumban Dolok is een bestuurslaag in het regentschap Mandailing Natal van de provincie Noord-Sumatra, Indonesië. Lumban Dolok telt 1238 inwoners (volkstelling 2010).